# Jan Ewild
Jan Ewild herbu Ciołek, właściwie Ewild  (ur. w XIV w., zm. w XV w.) – bojar litewski, adoptowany podczas unii horodelskiej (1413).

## Życiorys

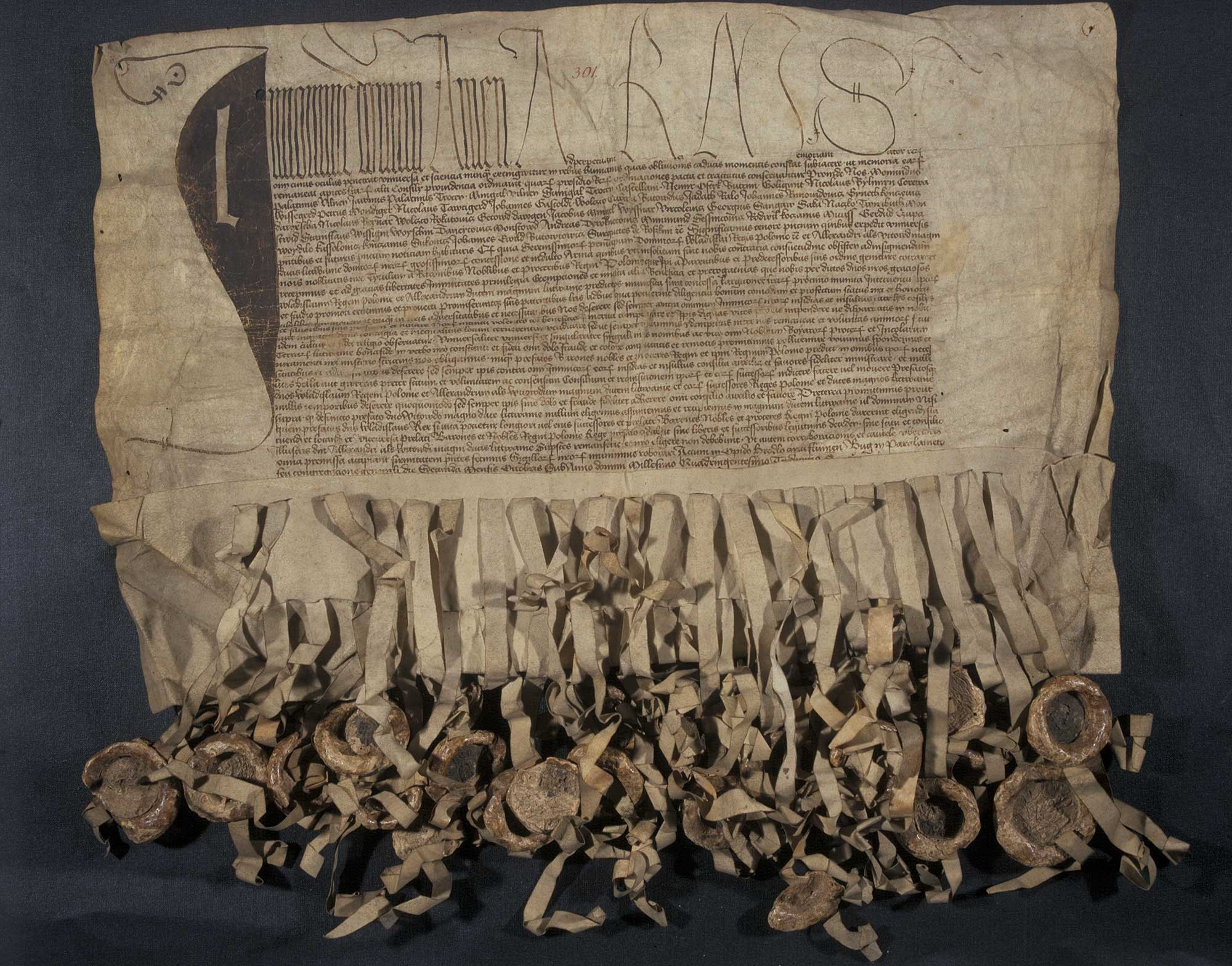
Dokument unii horodelskiej z 1413 roku z przyczepionymi pieczęciami

W 1413 roku podczas unii horodelskiej doszło do przyjęcia przez polskie rodziny szlacheckie, bojarów litewskich wyznania katolickiego (tzw. adopcja herbowa). Jednym z ważniejszych dowodów tamtego wydarzenia jest istniejący do dziś dokument, do którego przyczepione są pieczęcie z wizerunkami herbów szlacheckich.
Z dokumentu dowiadujemy się o istnieniu Jana Ewilda, który został adoptowany przez przedstawicieli Ciołków. Jednakże poza tą informacją historia o nim milczy.
Historyk Władysław Semkowicz, spekuluje, że Jan Ewild może być tożsamy ze Żmudzinem o imieniu Ewild, występującym w dokumentach z 1390 roku wraz z bratem Eynurem, pośród bojarów żmudzkich zaprzysięgających w Królewcu wierność zakonowi krzyżackiemu i wielkiemu księciu litewskiemu – Witoldowi.
Semkowicz podał również informacje o niejakim Jawilcie, wspomnianym w jednym z dokumentów sporządzonych przez Witolda w 1409 roku, twierdząc przy tym, że nie ma pewności czy Ewild są tą samą osobą. 
W czasach ówczesnych na Litwie popularne były tzw. nazwiska patronimiczne, czyli nazwiska utworzone na podstawie imienia ojca. Jest to informacja o tyle istotna, że w połowie XV wieku na Litwie żyli Dowgird i Daszko Ejwiltowicze, którzy otrzymują od wielkiego księcia włości w powiecie lidzkim. Być może byli synami Jana Ewilda.